# (1569) Evita
(1569) Evita ist ein Asteroid des Hauptgürtels, der am 3. August 1948 von dem argentinischen Astronomen Miguel Itzigsohn in La Plata entdeckt wurde.
Der Name des Asteroiden erinnert an die argentinische Präsidentenfrau Eva Perón.